# Loddenheide

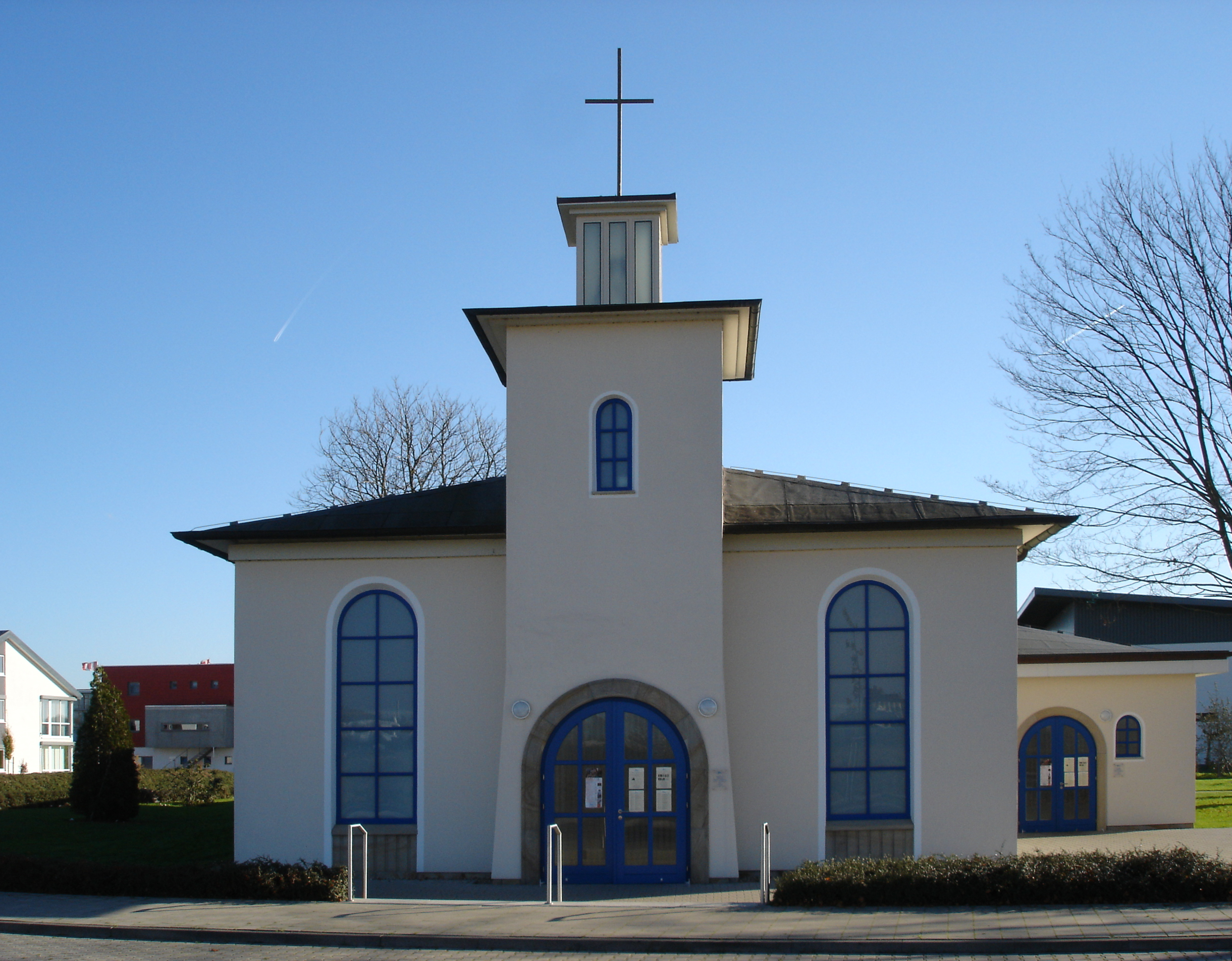
Friedenskapelle auf der Loddenheide

Die Loddenheide ist ein 0,9 km² großes Gewerbe- und Industriegebiet im Südosten von Münster in Westfalen.
Es wurde bis 1993 militärisch genutzt. 1996 startete die Entwicklung des Geländes zum heutigen Gewerbepark Münster-Loddenheide, 1998 begann die Vermarktung. Die Besonderheit ist der mitten in das Gewerbegebiet integrierte Friedenspark mit der Friedenskapelle und die 1998 vom Dalai Lama gepflanzte Friedenskastanie.

## Lage und Aufteilung
Die Loddenheide liegt im Südosten Münsters zwischen dem Hansaviertel und Gremmendorf. Maßgeblich begrenzt wird sie im Norden durch die Bundesstraße 51, im Osten durch den Albersloher Weg, im Süden durch die Straße An den Loddenbüschen und im Westen durch den Dortmund-Ems-Kanal. Die Gesamtfläche beträgt 0,9 km². Sie teilt sich auf in 0,061 km² (6,8 %) öffentliche Verkehrsflächen, 0,157 km² (17,5 %) öffentliche Grünflächen, 0,007 km² (0,8 %) private Grünflächen und 0,674 km² (74,9 %) Bauflächen. Die Bauflächen wiederum teilen sich auf in 0,09 km² (14,7 %) Kerngebiet, 0,195 km² (28,9 %) Industriegebiet, 0,375 km² (55,7 %) Gewerbegebiet, 0,004 km² (0,6 %) Flächen für Gemeinbedarf sowie 0,001 km² (0,1 %) Flächen für Versorgungsanlagen.

## Gewerbepark Münster-Loddenheide
Die Loddenheide gilt im Sinne eines nachhaltigen Stadtplanungs- und -entwicklungsprozesses als vorbildliches Konversionsprojekt. Der Gewerbepark Münster-Loddenheide hat sich seit 1998 zu einem attraktiven Standort für Industrie-, Gewerbe-, Handels- und Dienstleistungsunternehmen entwickelt.
Das Nutzungskonzept des 66 Hektar großen Industrie- und Gewerbegebiets basiert auf einer Kooperation zwischen der Stadt Münster, der Sparkasse Münsterland Ost und der Westdeutschen ImmobilienBank im Rahmen einer Public Private Partnership. Für diesen Zweck gründeten sie 1996 die Gewerbepark Münster-Loddenheide GmbH (GML), die das Gelände kaufte. Die Reaktivierung der Brachfläche hatte zwei Schwerpunkte: die Schaffung hochwertiger Gewerbeflächen mit ressourcenschonender Bebauung sowie die Schaffung eines Parks mit Grünflächen, Teichen und Spazierwegen. Der Park ist von allen Seiten frei zugänglich und etwa 12,5 Hektar groß.
Herzstück des Gewerbeparks Münster-Loddenheide ist die 1953 eingeweihte Friedenskapelle. Sie soll die friedliche Nutzung des Geländes symbolisieren. Alle Straßen im Gewerbepark wurden nach Friedensnobelpreisträgern benannt: Willy Brandt, Dag Hammarskjöld, Martin Luther King, Fridtjof Nansen, Linus Pauling, Gustav Stresemann und Bertha von Suttner. 1998, im Jahr des Erschließungsstarts, pflanzte der Dalai Lama im Friedenspark eine Friedenskastanie.
1998 startete die Wirtschaftsförderung Münster GmbH im Auftrag der GML mit der Vermarktung der Flächen für Handel und Logistik, für klassisches und großflächiges Gewerbe, für Betriebe mit zukunftsweisender Architektur und nachhaltigen Produktions- und Vertriebsstrukturen („Arbeitsstätten der Zukunft“) sowie für „Arbeiten am Park“. Als erstes Unternehmen eröffnete Mosecker, ein Fachgroßhandel für Haustechnik, im Jahr 2000 auf der Loddenheide einen neuen Standort. 2001 wurde die erste Büroimmobilie ('Deilmann Park') realisiert.
Zehn Jahre nach dem Vermarktungsstart waren 64 Prozent der Flächen verkauft und zirka 2.450 Menschen arbeiteten dort bei 63 Unternehmen.
Anfang 2013 waren über 80 % verkauft.
Zuletzt kamen einige Unternehmen und Institutionen hinzu, die im Gewerbepark einen Büro- bzw. Verwaltungsstandort eröffneten, zum Beispiel die GAD-Tochter Ratiodata (2009), das Hauptzollamt (2011), die GWS Gesellschaft für Warenwirtschafts-Systeme mbH (2012), ein IT-Unternehmen namens Eucon (2013), die Zoll-Risiko-Analyse (2014), das 'Studienwerk der Steuerberater in NRW e. V.' (2015), der Deutsche Apothekerverband Westfalen-Lippe (2015) und die Oberfinanzdirektion NRW. In dem 2016 eingeweihten Gebäude sind auch das 'Finanzamt für Groß- und Konzernbetriebsprüfung Münster', das 'Finanzamt für Steuerstrafsachen und Steuerfahndung Münster' und die Außenstelle Münster des Landesamts für Besoldung und Versorgung NRW (LBV).

## Friedenspark

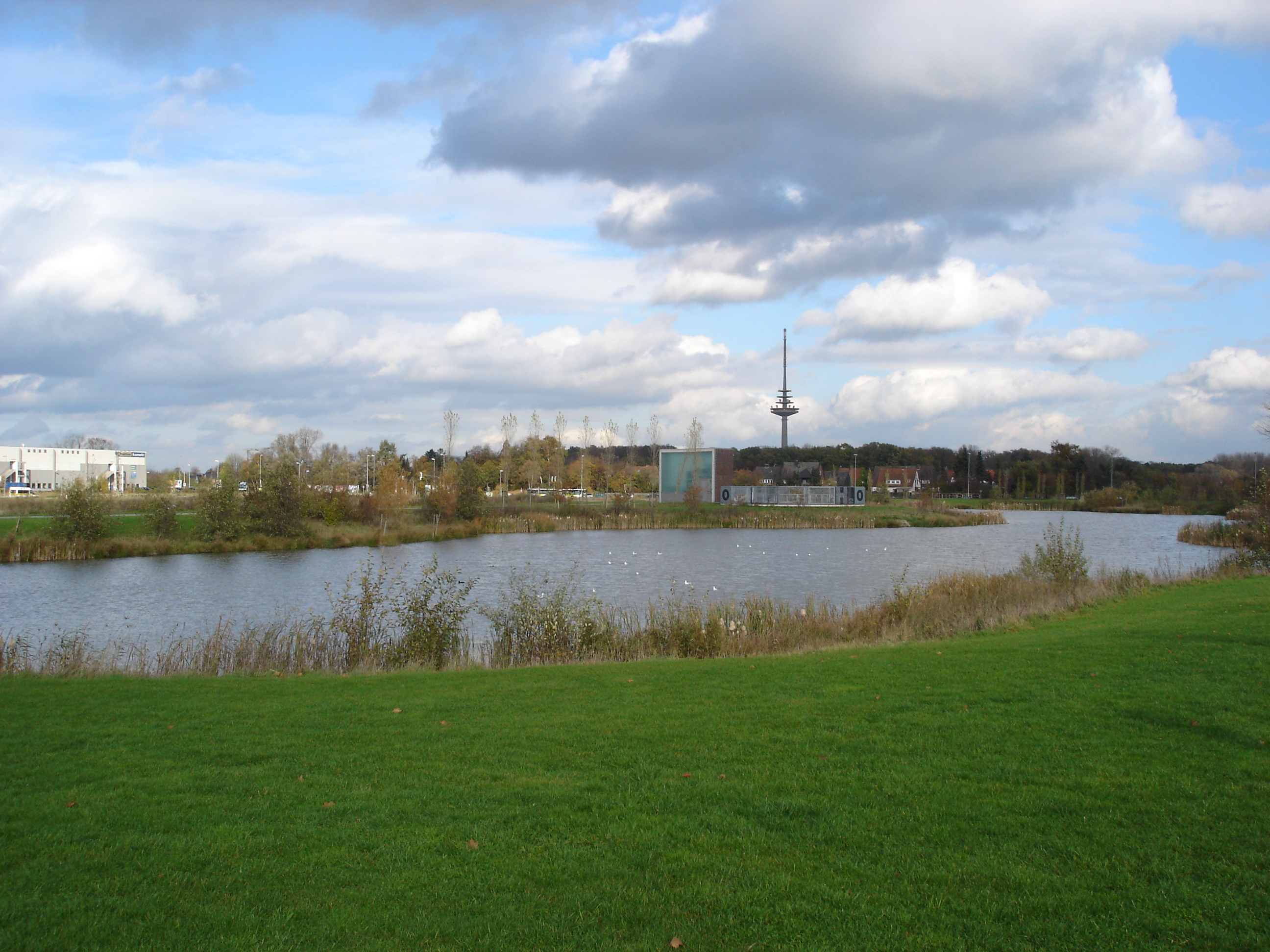
Der See im Friedenspark

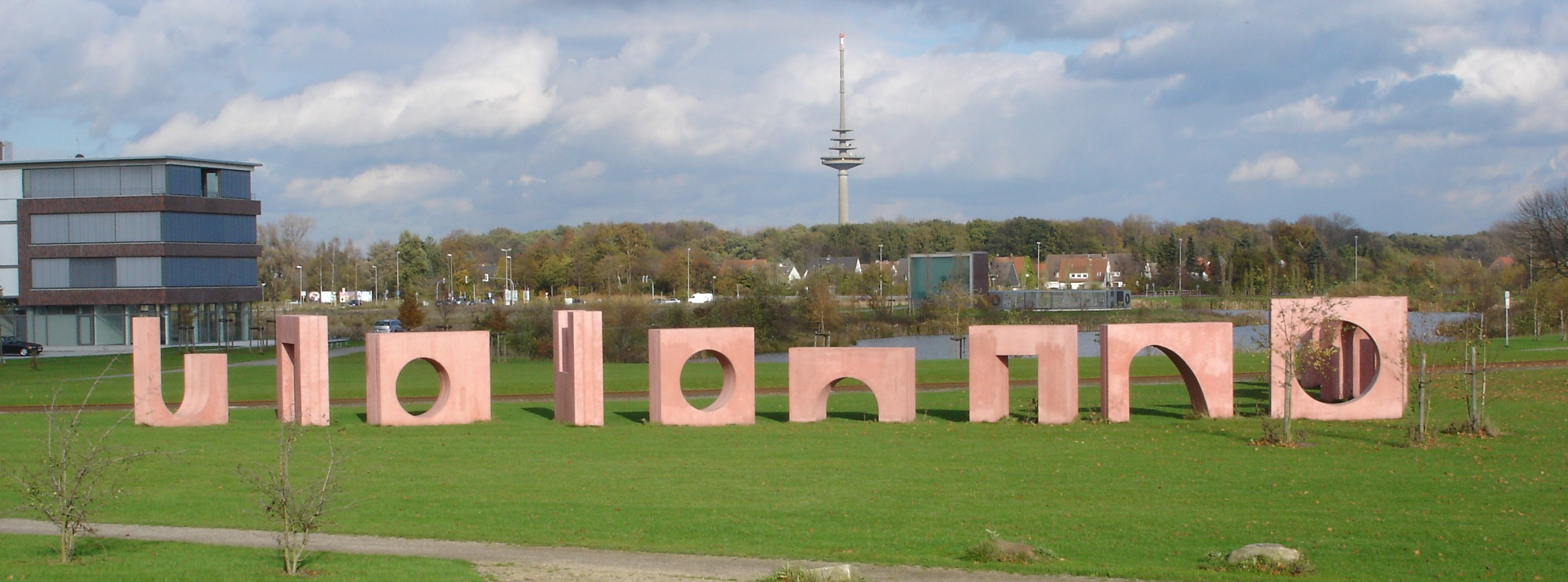
Skulptur Die alte Schießmauer

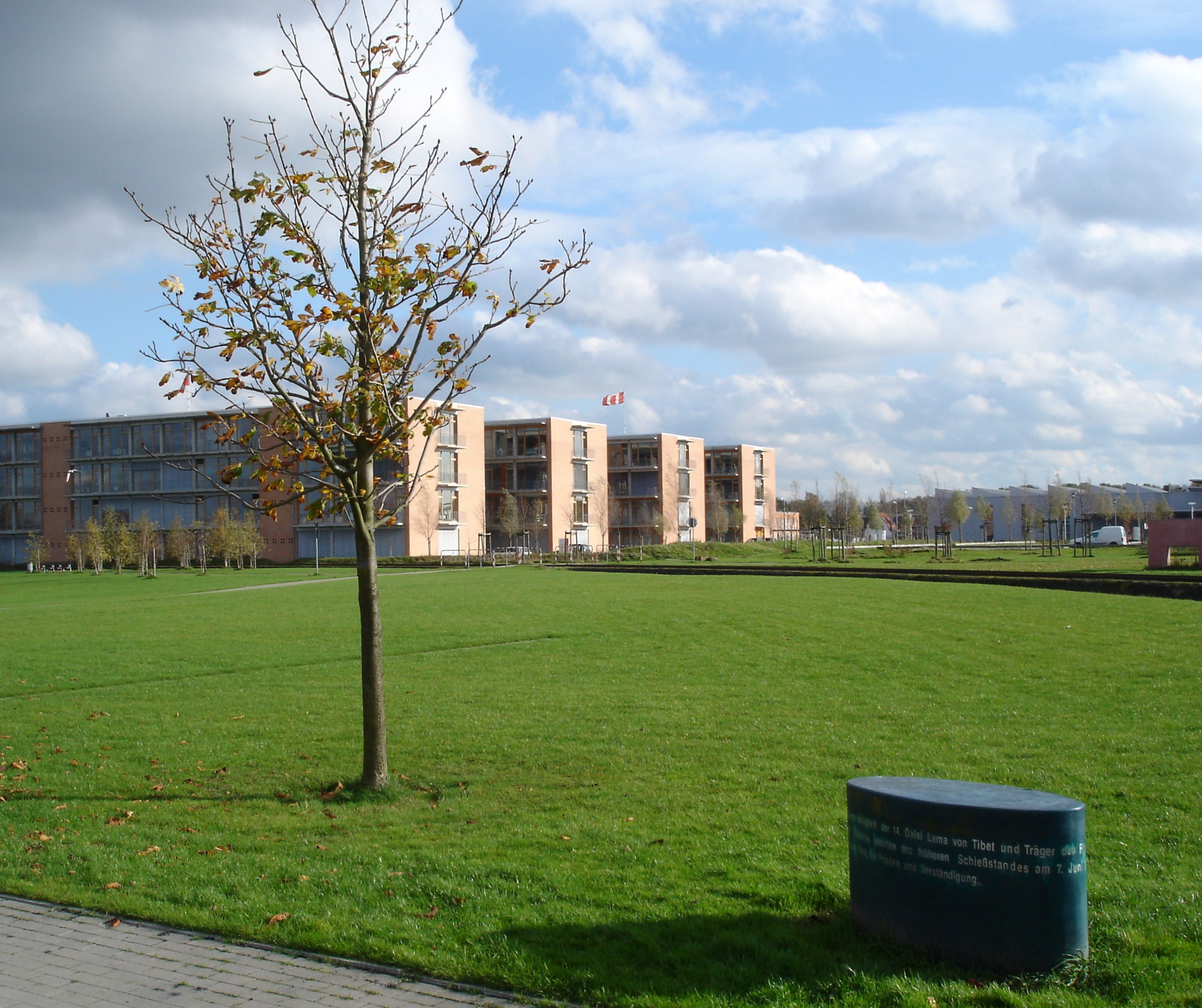
Die vom Dalai Lama gepflanzte Rosskastanie

18 % der Fläche der Loddenheide sind als öffentliche Grünflächen ausgewiesen, die sich über das gesamte Areal verteilen. Ziel ist es, auf diesen Flächen die typische Münsterländer Parklandschaft nachzuahmen. Die Grünflächen sollen die einzelnen Gewerbe klar voneinander abtrennen und mit einzelnen Bäumen, Baumgruppen, Hecken und naturnahen Mulden versehen werden. Sie stehen im Kontrast zu den übrigen Flächen, die gewerblich genutzt werden. Die Grünanlagen sind von Norden nach Süden in drei Zonen unterteilt.
In der nördlichen Zone befinden sich Baumgruppen mit Silberlinden und an markanten Punkten mit Rosskastanien. Sie sollen das produzierende Gewerbe abschirmen. 
Der mittlere Bereich ist ein großer Erholungsbereich, in dessen Mitte Relikte des ehemaligen Schießstandes stehen. Dabei handelt es sich um die Betonskulptur Die alte Schießmauer der Hamburger Künstlerin Gabriele Staarmann. Das Ensemble besteht insgesamt aus 15 rosafarbenen Kolossen mit einem Gewicht von jeweils bis zu fünf Tonnen.
Weiteres Merkmal sind die „Friedenslinden“ und eine am 7. Juni 1998 vom 14. Dalai Lama (Tendzin Gyatsho) gepflanzte Rosskastanie mit einem Gedenkstein. An den verschiedenen Wegen in diesem Bereich sind mehrere Bänke aufgestellt. Eine weitere Besonderheit ist ein Spielangebot für Kinder inmitten eines Gewerbegebietes.
Der südliche Teil ist wieder mit größeren Baumgruppen von Silberlinden bepflanzt. Auch hier wurden naturähnliche Mulden geschaffen, in denen sich Feuchtwiesen und Röhrichte bilden können sollen. Zudem wurde im Bereich An den Loddenbüschen und An der Loddenheide der ursprüngliche, prägende Bestand an Bäumen und Pflanzen erhalten.
Ziemlich genau im Zentrum der Loddenheide, am Rand des Friedensparks, befindet sich die Friedenskapelle, die ehemalige englische Garnisonskapelle All saints chapel, in der seit 2003 verschiedenste Konzerte aufgeführt werden.

## Geschichte
Über den Ursprung des Namens existieren mehrere Auffassungen. Vermutlich geht die Bezeichnung auf Lodden oder Loden zurück, womit Neuanpflanzungen besonders junger Bäume bezeichnet wurden. Sie war ursprünglich 2.115 Morgen (5,2875 km²) groß und mit Wallhecken umgeben. Genutzt wurde es vornehmlich als Weidefläche, für die Jagd und die Fischerei.
Im Siebenjährigen Krieg zwischen 1756 und 1763 wurde die Loddenheide erstmals militärisch genutzt als Militärlager von den mit Preußen verbündete Alliierten. Nach dem Abzug der Truppen diente sie von 1802 bis 1806 wieder für militärische Zwecke, als Münster von preußischen Truppen nach dem Tode des letzten Fürstbischofs besetzt wurde. In dieser Zeit diente er vornehmlich als Exerzierplatz und Übungsgelände.
Ab 1822 begann die Aufteilung der Loddenheide, die sich bis zum 5. November 1829 hinzog. Ein etwa 420 Morgen (1,05 km²) großes Areal wurde dabei 1827 an das preußische Militär zum Preis von 10.500 Reichstalern verkauft. Es entsprach ungefähr dem heutigen Areal der Loddenheide. Bis auf die Schießstände war das Gelände jedoch weiterhin für die Allgemeinheit offen.
Im Sommer 1836 fand auf dem Exerzierplatz das erste Pferderennen in Westfalen statt, ausgetragen vom Westfälischen Reiterverein. Die Rennen sollten bis zum Jahr 1897 regelmäßig stattfanden.
Nachdem das preußische Militär 1906 im Norden von Münster ein neues, größeres Übungsgelände erworben hatte, wurde die Loddenheide nur noch selten für Übungen verwendet. Es kam zu einer intensiveren Nutzung durch die Bevölkerung. Ermutigt durch die ersten erfolgreichen Flugversuche der Gebrüder Wright in den USA kamen auch in Münster Gedanken auf, sich fliegerisch zu betätigen und einen Luftsportverein zu gründen. Das weitläufige Areal bot dafür ideale Voraussetzungen. Anton Knubel und Karl Rösner begannen mit der Konstruktion und dem Bau von Flugzeugen, deren erste Testflüge 1910 auf der Loddenheide stattfanden. Am Abend des 8. September 1915 stürzte Anton Knubel bei einem Testflug auf der Loddenheide tödlich ab.

Flugtag auf der Loddenheide

Während dieser Zeit veranstaltete der Luftschiffahrtsverein Münster für Münster und das Münsterland e.V die ersten Flugtage auf dem Gelände der Loddenheide, die sich in den darauffolgenden Jahren zu regelrechten Volksfesten mit Tanz und Kirmes entwickeln sollten und als „Heidefest“ bezeichnet wurden. Der erste Flugtag fand im Juni 1911 statt. Ein besonderes Ereignis war der 9. Juni 1912, als der Zeppelin Viktoria Luise Münster besuchte und auf der Loddenheide landete. Der erste Besuch eines Zeppelins wurde von tausenden Münsteranern beobachtet und gefeiert. Größter Flugtag war jedoch der 15. Juni 1930, als über 100.000 Zuschauer das Luftschiff Graf Zeppelin begrüßten.
Zur Zeit des Ersten Weltkrieges war es eher ruhig um die Loddenheide, da keine Flugtage mehr stattfanden. Dafür wurde ein Munitionsdepot auf der Loddenheide errichtet, nachdem das Depot an der Warendorfer Straße durch eine Explosion zerstört wurde.
Nach dem Ende des Ersten Weltkriegs und der Beschränkung der deutschen Streitkräfte wurde die Loddenheide nicht mehr für das Militär benötigt. Die Stadt Münster wollte das Gelände als Flughafen benutzen und setzte sich gegen den Westfälischen Reiterverein durch, der es für den Pferdesport nutzen wollte. Einer der ersten Nutzer war die Fliegerstaffel der Sicherheitspolizei. Die Staffel wurde am 14. April 1920 wieder aufgelöst.
Im gleichen Jahr startete jedoch der planmäßige Flugverkehr der Lloyd-Luftverkehr und Junkers-Luft-Verkehrs-A.G. Die erste Flugverbindung zwischen Münster und Bremen wurde vom Reichspostministerium subventioniert. Wegen geringer Nachfrage wurde sie 1922 wieder eingestellt. 1925 wurde der planmäßige Flugverkehr wieder aufgenommen, als die Junkers-Luftverkehr-A.G. die Strecke Hamburg – Bremen – Münster – Essen eröffnete. Nach der Gründung der Deutschen Luft Hansa A.G. im Januar 1926 fiel bereits Anfang Februar Münster aus dieser Flugstrecke heraus; dort gab es keine Zwischenlandungen mehr. Stattdessen wurde ab dem 1. Juni 1926 eine neue Flugstrecke nach Köln eröffnet, ab August 1926 zu den Nordseebädern. Trotz regelmäßiger Investitionen der Stadt Münster, der Gründung der Luftverkehrsgesellschaft Münster G.m.b.H. am 10. Januar 1928 sowie der Gründung der Flughafen Münster G.m.b.H. am 19. April 1929 wurde der Flugbetrieb auf Beschluss des Magistrats der Stadt 1930 eingestellt. Stattdessen wurde ein größeres Gelände für einen neuen Flughafen gesucht und 1934 bei Handorf gefunden, dort wurde 1935 der Flugplatz Münster-Handorf erbaut.
Eine tiefgreifende Veränderung brachte das Jahr 1933, als die Reichswehr die Loddenheide wieder für sich beanspruchte. Am 27. April 1934 begannen die Bauarbeiten für einen Fliegerhorst, auf dem von 1938 bis 1939 das Aufklärungsgeschwader 12 stationiert war. Zusätzlich wurden ca. 161 ha an Boden hinzugekauft, die aber nicht mehr Teil der heutigen Loddenheide sind. Während der Bauarbeiten wurden feste Start- und Landebahnen errichtet. Bis zum Beginn des Zweiten Weltkriegs wurde durchgehend am Fliegerhorst gebaut und dieser ständig erweitert. Über die genaue Entwicklung während des Krieges ist nichts bekannt.
Nach dem Zweiten Weltkrieg wurde die Loddenheide von der Britischen Rheinarmee genutzt und war militärisches Sperrgebiet. Es war ab 1980 im Flächennutzungsplan als gewerbliche Fläche markiert; im Herbst 1993 zogen die letzten britischen Streitkräfte von dem Gelände ab. Anschließend wurden sämtliche Gebäude auf dem Gelände mit Ausnahme der Kapelle abgebrochen und die Infrastruktur komplett neu errichtet. Seit 1996 organisiert die Gewerbepark Münster-Loddenheide-GmbH (GML), Eigentümerin der Gewerbeflächen, die Vermarktung. Den Auftrag hierzu hat die Wirtschaftsförderung Münster GmbH.